# Рођа ди Мецо (Виченца)
Рођа ди Мецо је насеље у Италији у округу Виченца, региону Венето.
Према процени из 2011. у насељу је живело 97 становника. Насеље се налази на надморској висини од 75 м.